# Zomerkleed

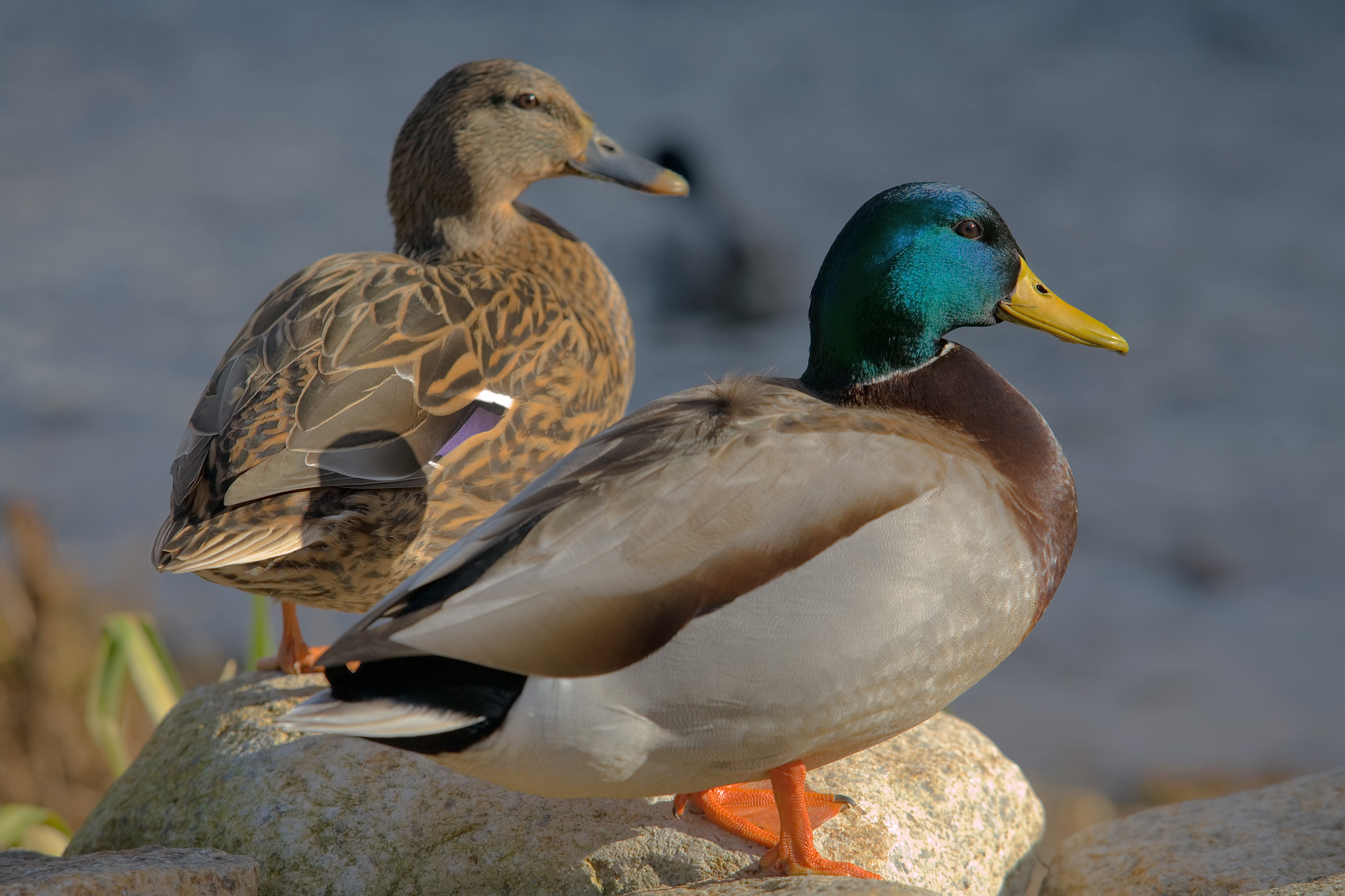
Broedkleed bij de wilde eend

Het zomerkleed of broedkleed is het verenkleed bij vogels dat gedurende de voortplantingsperiode wordt gedragen. Vooral de mannetjes hebben dan een mooiere versie van het gewone verenpak om indruk te maken op de vrouwtjes. Buiten de voortplantingsperiode heeft een vogel een winterkleed dat grauwer van kleur is en meestal dikker is. Het wisselen van broed- en winterkleed wordt rui genoemd. Het broedkleed verschilt van het winterkleed in meerdere opzichten:
- fellere kleuren.
- allerlei metaal-achtige glanstinten (bijvoorbeeld de wilde eend en de spreeuw}
- accessoires als kleurvlekken, pronkveren en sierkragen.

Later verbleekt dit mooie verenpak weer, of wordt minder opvallend.
Het broedkleed wordt niet per se in de zomer gedragen, sommige soorten, zoals de eenden, dragen het broedkleed in de winter en lente. De rui van deze soorten vindt plaats in de zomer, wanneer ze een eclipskleed dragen.